# Miyako Fujisaki
Miyako Fujisaki (藤崎 都 Fujisaki Miyako) Nació un 20 de marzo, es una novelista japonesa conocida por escribir novelas ligeras. Participó como escritora con Shungiku Nakamura como ilustradora en novelas ligeras de Sekaiichi Hatsukoi y en Junjou Romantica.

## Biografía
Se popularizó al conocer y trabajar con Shungiku Nakamura la cual en tan poco tiempo se volvió su amiga de confianza, ella tiene apariencia de una de más de 20 años y es menor que Shungiku Nakamura que tiene apariencia de una de más de 30 años, a las dos se les desconocen sus edades exactas.

## Trabajos
- Sekaiichi Hatsukoi (世界一初恋) (El caso de Takafumi Yokozawa y El caso de Chiaki Yoshino) escribió las novelas ligeras
- Junai Romantica (純愛ロマンチカ) (Junai Romantica y Junai Egoísta) escribió las novelas ligeras
- Trampa de Amor (恋愛トラップ)
- Moody darling (不機嫌なダーリン)
- Miel de inquietud (胸騒ぎのハニー)
- Prince mal humor (ご機嫌ナナメな王子様)
- Antes de esa fecha límite!? (締め切りのその前に!?)
- Antes que de la reunión!? (打ち合わせのその前に!?)

Y muchos  más no tan populares y conocidos actualmente.